# مسقط (جاذبية)

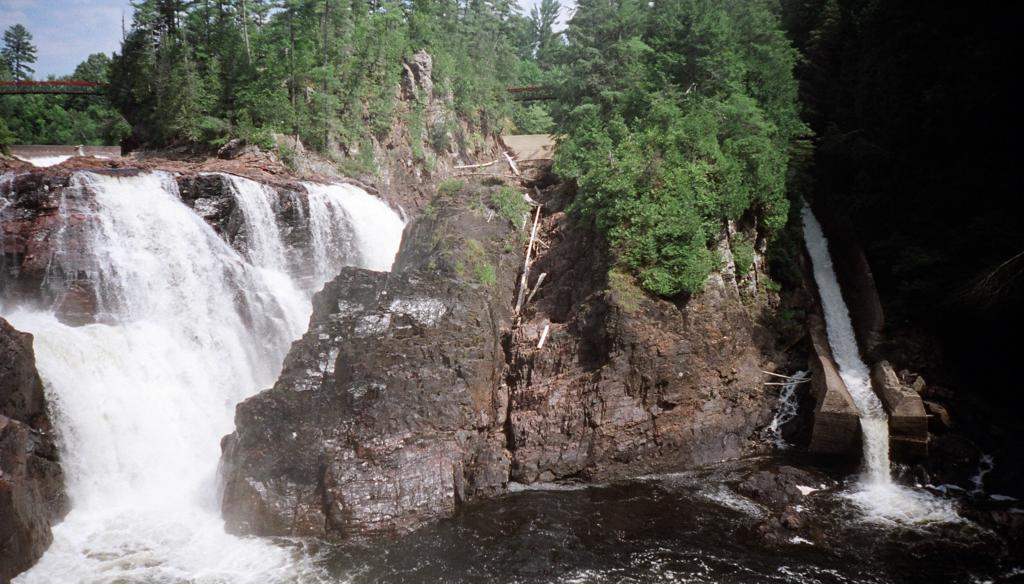
شلال طبيعي عن يسار ومَسقط قطع الأشجار من صنع الإنسان عن يمين على نهر كولُنج في كيبِك بكندا.

المَسْقَط هو مستوى أو قناة أو ممر عمودي أو مائل يجري من خلاله تحريك الأشياء عن طريق الجاذبية.

## معرض صور

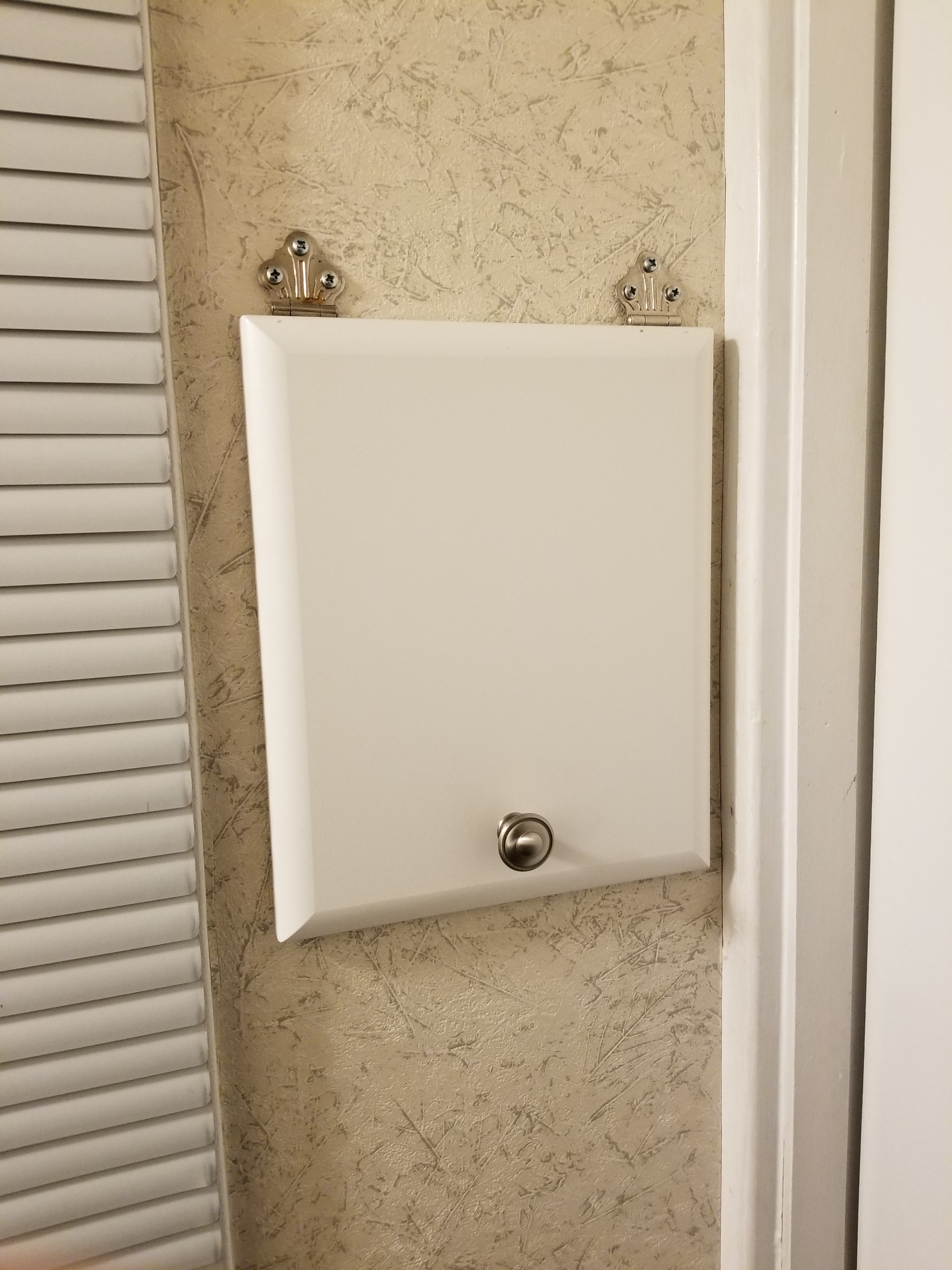
مسقط غسيل منزلي
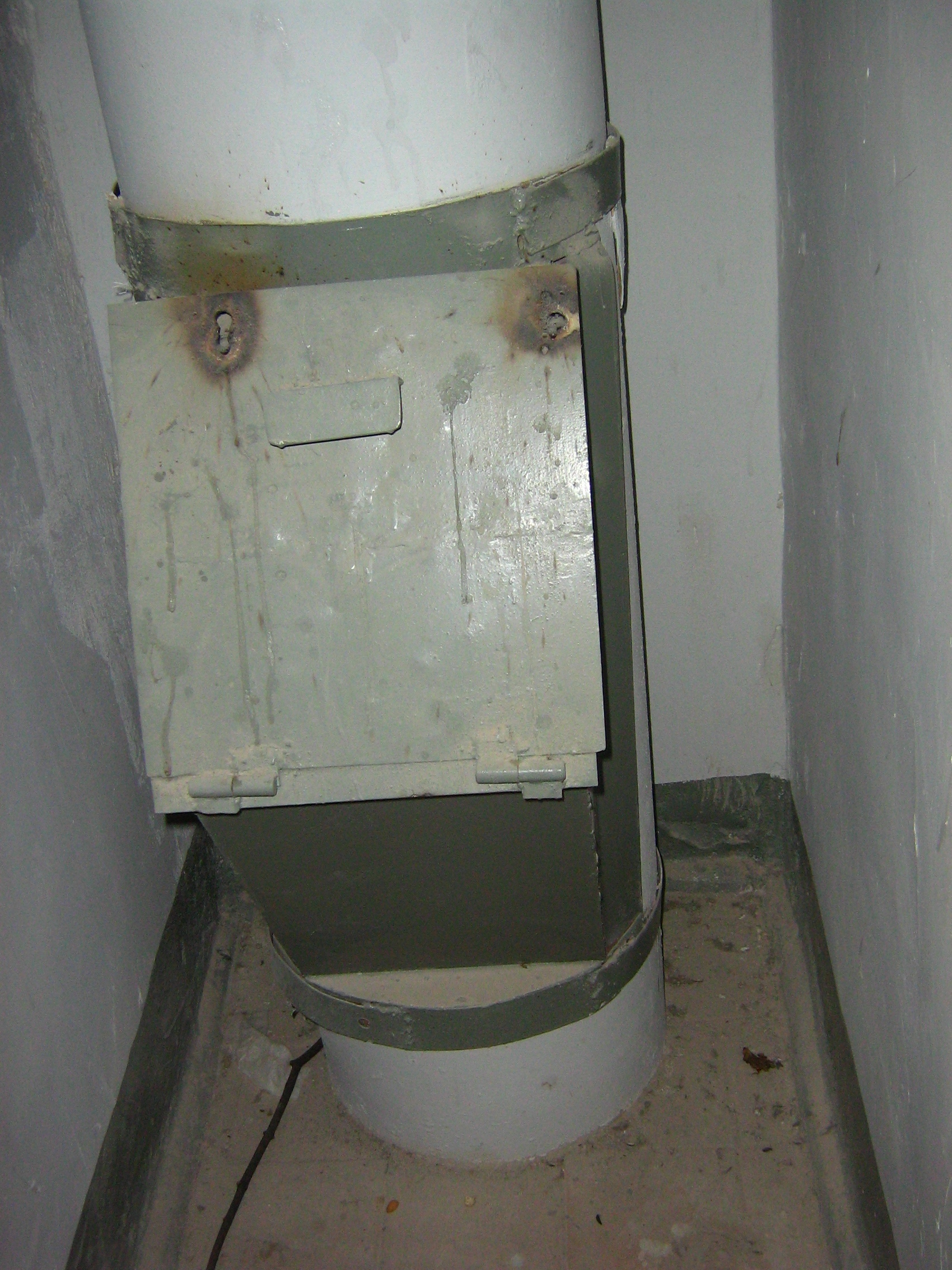
مسقط القمامة
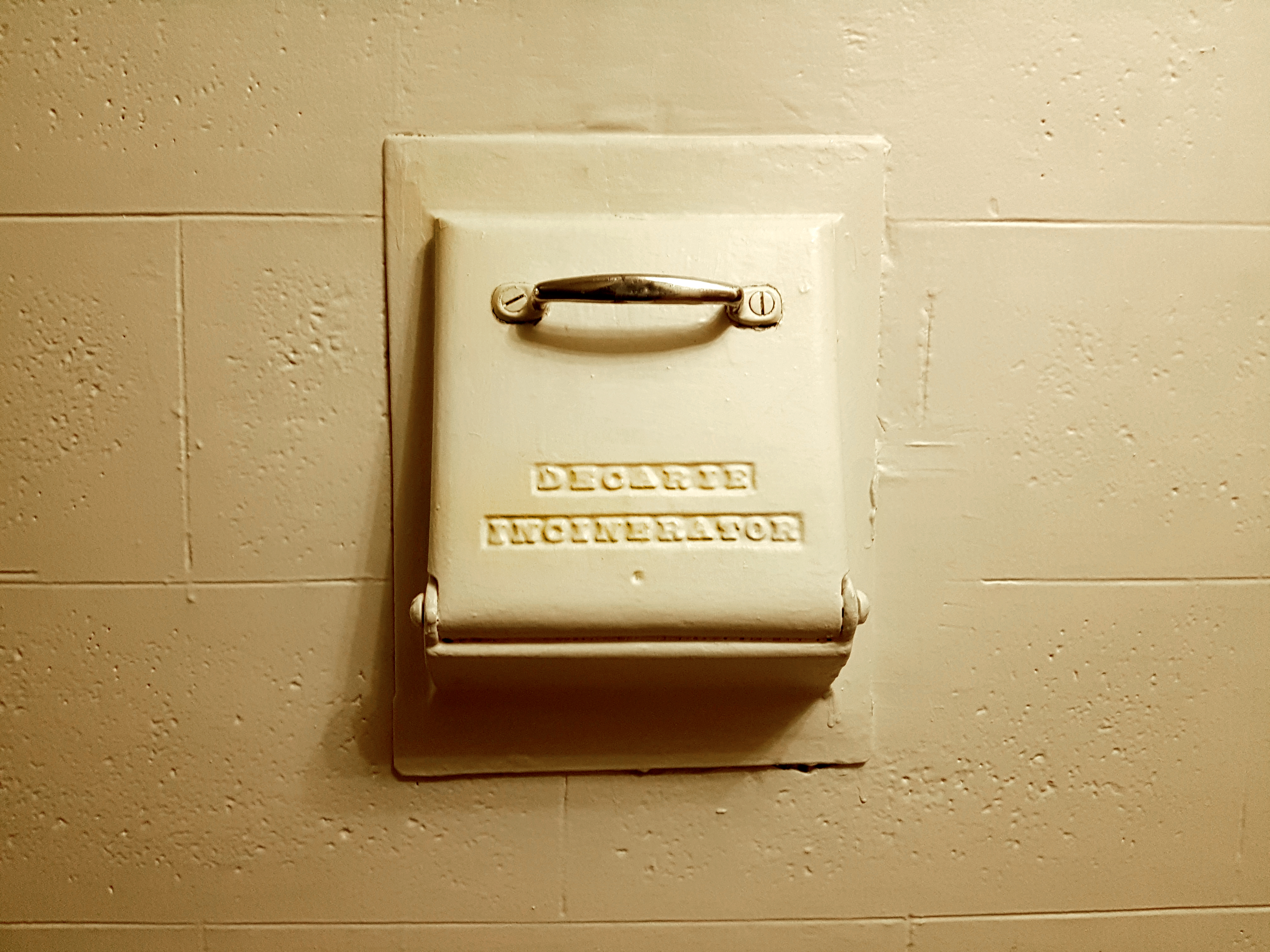
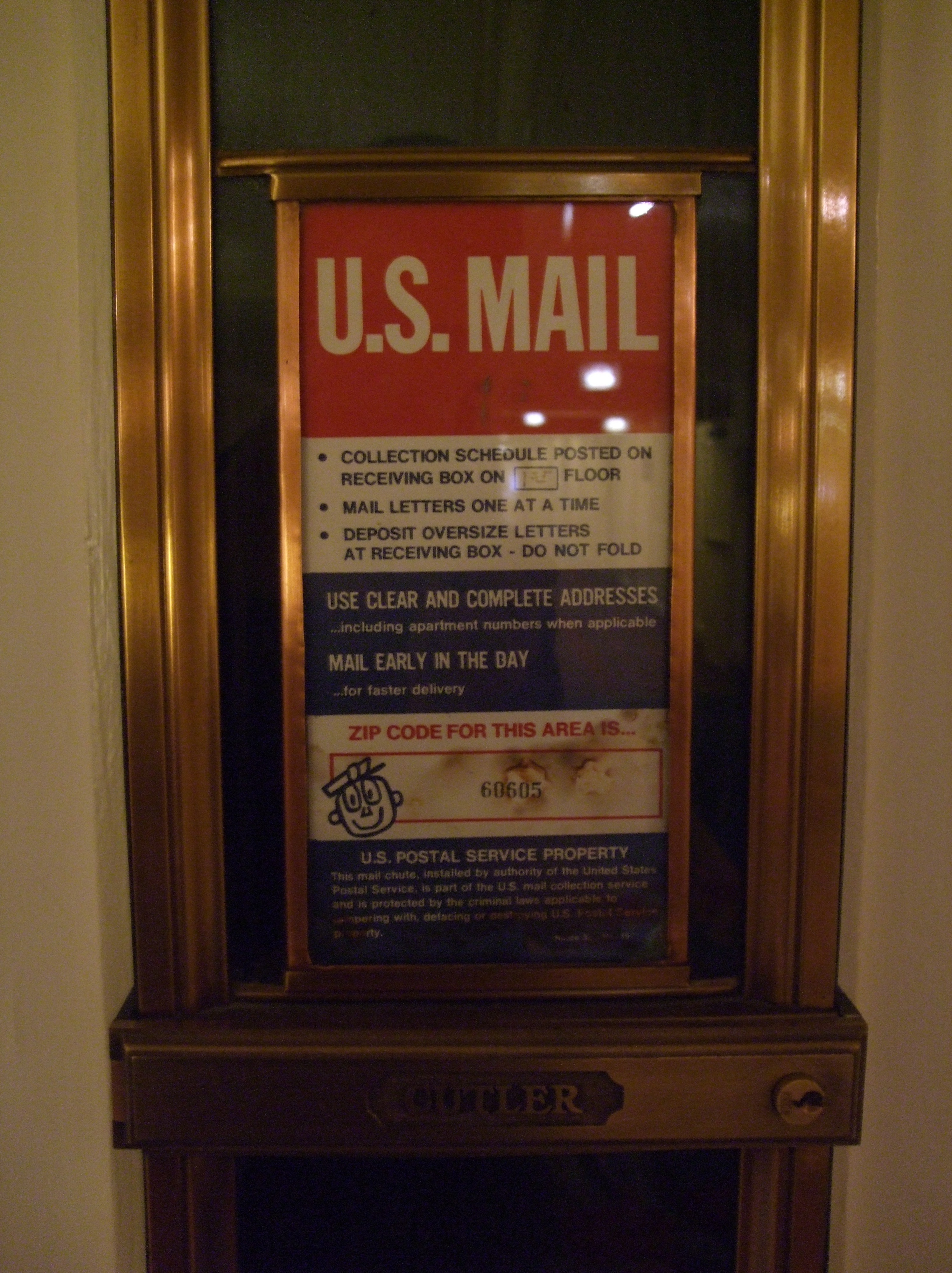
مسقط بَريد
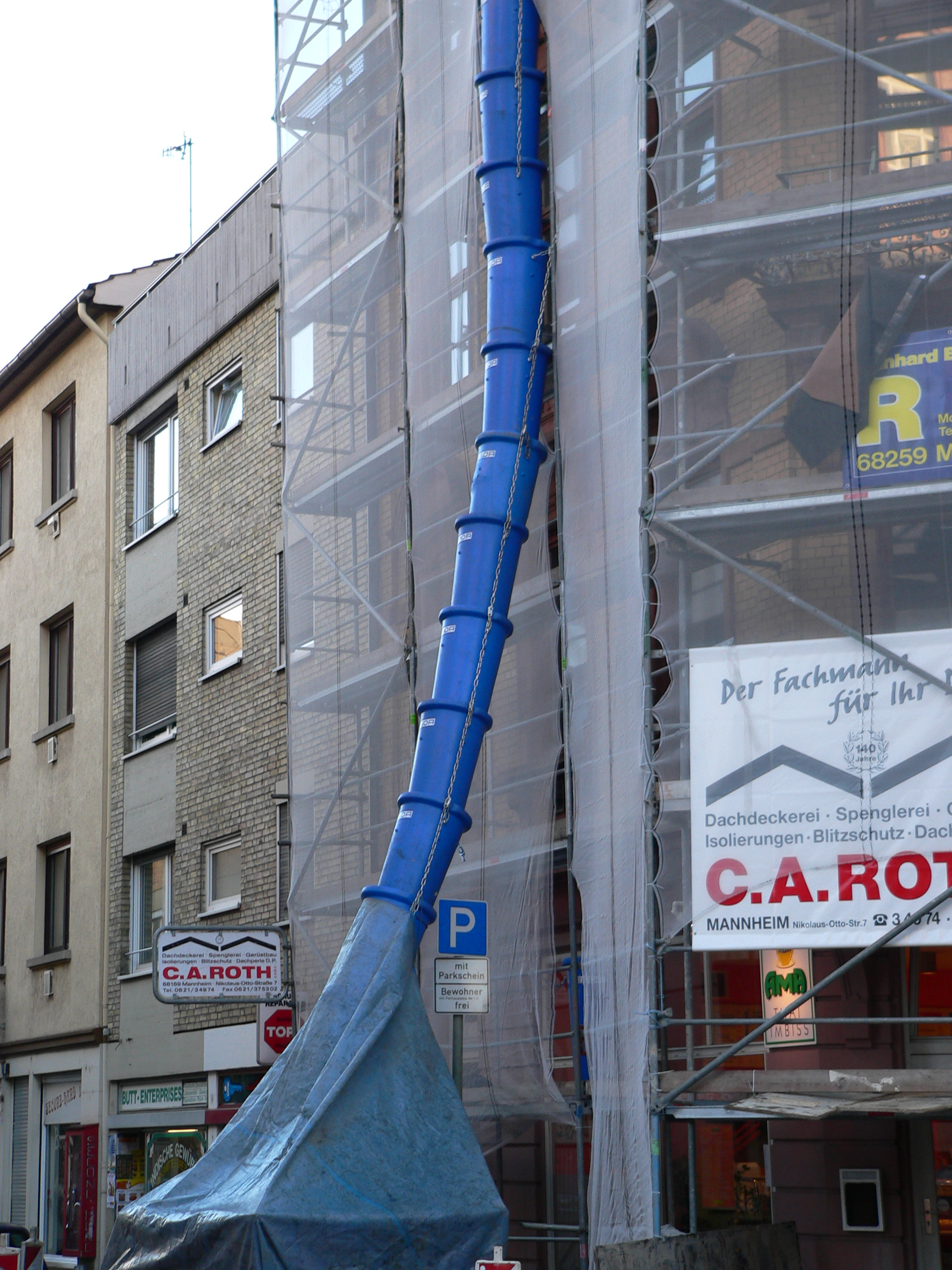
مسقط عَمَار